# Китаев, Николай Фёдорович
Николай Фёдорович Китаев — советский хозяйственный, государственный и политический деятель.

## Биография
Родился в 1916 году в селе Шадымо-Рыскино. Член КПСС.
С 1940 года — на хозяйственной, общественной и политической работе. В 1940—1983 гг. — технолог, старший технолог, заместитель начальника техсектора, заместитель начальника цеха, начальник моторного цеха на Горьковском автомобильном заводе, заместитель начальника управления автомобильного и сельскохозяйственного машиностроения Волго-Вятского совнархоза, главный инженер, директор Заволжского моторного завода/генеральный директор объединения «Автодвигатель».
Делегат XXVI съезда КПСС.
Почётный гражданин города Заволжья (2015, посмертно).
Умер в Заволжье в 1993 году.